# Henry Taudière
Henry Taudière est un homme politique français né le 9 août 1860 à Parthenay (Deux-Sèvres) et décédé le 7 mai 1914 à Parthenay.
Fils de Jacques Taudière, député des Deux-Sèvres, il est docteur en droit, avocat et professeur de droit administratif à la faculté catholique de Paris. Il est député des Deux-Sèvres de 1913 à 1914, siégeant à droite.
Marié à Émilie Bry, il est le père d’Émile Taudière, député des Deux-Sèvres.

## Publications
- Les Lois françaises contre la famille (1913)
- La jeune fille française et son avenir (1912)
- L'Enseignement dans l'ancienne France (1909)
- Paroles royales (1908)
- Les Enfants nés hors mariage (1908)
- La Loi du 13 avril 1908 sur la dévolution des biens ecclésiastiques (1908)
- Les Rapports du roi et du peuple dans l'ancienne France (1907)
- Les Pompes funèbres à Paris (1906)
- La Séparation de l'Église et de l'État, commentaire théorique et pratique de la loi du 9 décembre 1905 (1906)
- Conseils pratiques pour faciliter le maintien et le développement des écoles primaires libres dans l'état actuel de la législation et de la jurisprudence (1904)
- Conditions requises pour la validité des sécularisations (1904)
- Les Libertés et les moyens de les restaurer (1903)
- Bulletin de la Société générale d'éducation et d'enseignement, 1881 à 1902. Table des matières contentieuses (1902)
- Traité de la puissance paternelle (1898)
- Le Droit d'association (1896)
- Du Payement des dettes héréditaires par le conjoint survivant (loi du 9 mars 1891) (1893)
- Des Lacunes signalées par la jurisprudence dans la théorie du Code civil sur l'autorité paternelle et de la façon dont la loi du 24 juillet 1889 y a pourvu (1891)
- Obstacles que rencontre l'exercice de l'action en partage d'une indivision (1889)
- Éloge du chancelier d'Aguesseau (1884)
- De la preuve littérale (1880)
- Traité général de droit administratif appliqué (1868)

## Sources
- « Henry Taudière », dans le Dictionnaire des parlementaires français (1889-1940), sous la direction de Jean Jolly, PUF, 1960 [détail de l’édition]